# Флаг Кизляра
Флаг Кизляра — городской флаг Кизляра. Утверждён собранием депутатов городского округа Кизляр в положении "О флаге муниципального образования «Городской округ Кизляр».

## Описание
Флаг муниципального образования «Городской округ Кизляр» представляет собой прямоугольное полотнище из четырёх разноцветных и разновеликих полос: верхняя и нижняя — синего цвета, слева (если стоять к нему лицом) — белая, справа — красная, между полосами левее центра — герб города Кизляр, с изображенным на ним двухглавым орлом с гербом города Москва, в нижней половине герба на голубом фоне изображена виноградная лоза, обвитая вокруг таркалины, цвет таркалины коричневый, листья на лозе зеленого цвета, гроздья винограда бордово-синего цвета. Отношение ширины флага к его длине 2:3, в связи с установленным в 2003 году стандартов дагестанских флагов.
Красный цвет — символизирует храбрость, любовь, мужество, смелость, великодушие, а также кровь, пролитую за веру, отечество.
Синий цвет — символизирует красоту, величие, верность, доверие, безупречность, а также развитие, движение вперед, надежду и мечту.
Белый цвет — символизирует веру, чистоту, искренность, чистосердечие, благородство.

## Использование
Флаг водружён на различных объектах города, в частности школы и здание администрации.